# فناوری تیمار
فناوری تیمار یا تروتکنولوژی (به انگلیسی: Terotechnology) دانش نگهداری یا حفاظت، ترکیبی از فعالیتهای مدیریتی، مالی، مهندسی و سایر اموری که در راستای بهینه‌سازی هزینه‌های دوره عمر دارایی‌های فیزیکی اعمال می‌شوند، تعریف می‌گردد.
این فناوری، مشخصات فنی و طراحی را از نظر قابلیت اطمینان و قابلیت تعمیر یا تعمیرپذیری کارخانه، ماشین‌آلات، تجهیزات، ساختمان‌ها و … به‌عبارت دیگر دارایی‌های فیزیکی مورد ملاحظه قرارداده، و در دوران نصب، راه‌اندازی، بهره‌برداری، نگهداری و تعمیر، بهسازی و جایگزینی با توجه به اطلاعات بازخورد، کارایی و هزینه‌های سیستم، مسایل بهینه‌سازی در چارچوب فناوری تیمار مورد نظر قرار می‌گیرد.
فناوری تیمار در مورد مدیریت، ابزارهای مالی و مهندسی و روشهای دستیابی به هدف هزینه اقتصادی (بهینه) دوره عمر دستگاه‌ها و تجهیزات بحث می‌کند. فناوری تیمار به اهمیت مشارکت جمعی کارکنان سازمان در این وظیفه مهم توجه نمی‌کند.